# Gornja Rogatica
Gornja Rogatica (en cirílico: Горња Рогатица) es un pueblo serbio ubicado en la provincia autónoma de Voivodina. Es parte del municipio de Bačka Topola en el distrito de Bačka del Norte. En el censo de 2011, tenía 407 habitantes. Posee mayoría étnica serbia.

## Demografía
| Gráfica de evolución demográfica de Gornja Rogatica entre 1948 y 2011 |
|                                                                       |